# الصلبة (حزم العدين)

تعديل مصدري - تعديل

الصلبة هي إحدى قرى عزلة بني سليمان بمديرية حزم العدين التابعة لمحافظة إب، بلغ تعداد سكانها 147 نسمة حسب تعداد اليمن لعام 2004.